# 大祥区
大祥区（だいしょう-く）は中華人民共和国湖南省邵陽市に位置する市轄区。

## 行政区画
- 街道：中心路街道、紅旗路街道、城北路街道、城西街道、翠園街道、百春園街道、城南街道、火車南站街道、学院路街道、雨渓街道、檀江街道
- 鎮：羅市鎮
- 郷：蔡鍔郷、板橋郷